# Et vrags historie - historien om et vrag
|  | Denne artikel er oprettet af botten Steenthbot ud fra en ekstern database. Den kan derfor have sproglige fejl eller mangler. Denne skabelon kan fjernes efter kontrol af indholdet. |

Et  vrags historie - historien om et vrag er en dansk dokumentarfilm fra 1980 instrueret af Leif Stubkjær efter eget manuskript.

## Handling
Historien om vraget af middelalderskibet, Vejbykoggen, som blev fundet ud for en nordsjællandsk kyst, bringer os helt tilbage til 1300-tallet. Vraget, en såkaldt kogge, og de fund, der blev gjort i og omkring det, har givet stof til rekonstruktion af dele af skibets historie. Undervandsarbejdet, som gik forud for hævningen af vraget i sommeren 1977, vises i denne film, der også følger hævningen på nærmeste hold.